# Anastrepha sinvali
Anastrepha sinvali
 es una especie de insecto díptero que Zucchi describió científicamente por primera vez en 1982.
Esta especie pertenece al género Anastrepha de la familia Tephritidae.